# Suecia en los Juegos Olímpicos de Estocolmo 1912
Suecia estuvo representada en los Juegos Olímpicos de Estocolmo 1912 por un total de 444 deportistas que compitieron en 16 deportes.  
El portador de la bandera en la ceremonia de apertura fue el atleta Robert Olsson.

## Medallistas
El equipo olímpico sueco obtuvo las siguientes medallas:
| Nombre | Deporte            | Competición                                |
| --- | ------------------ | ------------------------------------------ |
| Oro |                    |                                            |
| Hjalmar Andersson John Eke Josef Ternström                                                                                                 | Atletismo          | Campo a través por eqs. M                  |
| Gustaf Lindblom | Atletismo          | Triple salto M                             |
| Eric Lemming | Atletismo          | Jabalina M                                 |
| Hugo Wieslander | Atletismo          | Decatlón M                                 |
| Erik Friborg Ragnar Malm Axel Persson Algot Lönn                                                                                           | Ciclismo en ruta   | Contrarreloj por eqs. M                    |
| Equipo | Gimnasia artística | Equipo (sistema sueco) M                   |
| Carl Bonde (Emperor) | Hípica             | Doma ind.                                  |
| Gustaf Lewenhaupt (Medusa) Gustaf Kilman (Gåtan) Hans von Rosen (Lord Iron) Fredrik Rosencrantz (Drabant)                                  | Hípica             | Saltos por eqs.                            |
| Axel Nordlander (Lady Artist) | Hípica             | Concurso completo ind.                     |
| Axel Nordlander (Lady Artist) Nils Adlercreutz (Atout) Ernst Casparsson (Irmelin) Henric Horn af Åminne (Omen)                             | Hípica             | Concurso completo por eqs.                 |
| Claes Johanson | Lucha grecorromana | Medio M                                    |
| Gösta Lilliehöök | Pentatlón moderno  | Individual M                               |
| Erik Adlerz | Saltos             | Plataforma 10 m M                          |
| Erik Adlerz | Saltos             | Salto de altura simple M                   |
| Greta Johansson | Saltos             | Plataforma 10 m F                          |
| Arvid Andersson Adolf Bergman Johan Edman Erik Algot Fredriksson Carl Jonsson Erik Larsson August Gustafsson Herbert Lindström             | Tira y afloja      | Equipo M                                   |
| Mauritz Eriksson Hugo Johansson Erik Blomqvist Carl Björkman Bernhard Larsson Gustaf Jonsson                                               | Tiro               | Rifle por eqs. M                           |
| Eric Carlberg Vilhelm Carlberg Johan Hübner von Holst Paul Palén                                                                           | Tiro               | Pistola militar 30 m por eqs. M            |
| Vilhelm Carlberg | Tiro               | Rifle 25 m M                               |
| Johan Hübner von Holst Eric Carlberg Vilhelm Carlberg Gustaf Boivie                                                                        | Tiro               | Rifle 25 m por eqs. M                      |
| Alfred Swahn | Tiro               | Ciervo móvil (tiro único) 100 m M          |
| Alfred Swahn Oscar Swahn Åke Lundeberg Per-Olof Arvidsson                                                                                  | Tiro               | Ciervo móvil (tiro único) por eqs. 100 m M |
| Åke Lundeberg | Tiro               | Ciervo móvil (doble tiro) 100 m M          |
| Carl Hellström Erik Wallerius Harald Wallin Humbert Lundén Herman Nyberg Harry Rosenswärd Paul Isberg Filip Ericsson                       | Vela               | 10 Metre M                                 |
| Plata |                    |                                            |
| Ivan Möller Charles Luther Ture Person Knut Lindberg                                                                                       | Atletismo          | 4 × 100 m M                                |
| Thorild Ohlsson Ernst Wide Bror Fock Nils Frykberg John Zander                                                                             | Atletismo          | 3000 m por equipos M                       |
| Hjalmar Andersson | Atletismo          | Campo a través ind. M                      |
| Georg Åberg | Atletismo          | Triple salto M                             |
| Charles Lomberg | Atletismo          | Decatlón M                                 |
| Gustaf Adolf Boltenstern (Neptun) | Hípica             | Doma ind.                                  |
| Gustaf Malmström | Lucha grecorromana | Ligero M                                   |
| Anders Ahlgren | Lucha grecorromana | Semipesado M                               |
| Thor Henning | Natación           | 400 m braza M                              |
| Gösta Åsbrink | Pentatlón moderno  | Individual M                               |
| Ture Rosvall William Bruhn-Möller Conrad Brunkman Herman Dahlbäck Wilhelm Wilkens                                                          | Remo               | Cuatro con timonel (M4+) M                 |
| Hjalmar Johansson | Saltos             | Salto de altura simple M                   |
| Lisa Regnell | Saltos             | Plataforma 10 m F                          |
| Carl Kempe Gunnar Setterwall | Tenis              | Dobles M (sala)                            |
| Sigrid Fick Gunnar Setterwall | Tenis              | Dobles mixto (aire libre)                  |
| Paul Palén | Tiro               | Pistola rápida de fuego 25 m M             |
| Georg de Laval Eric Carlberg Vilhelm Carlberg Erik Boström                                                                                 | Tiro               | Pistola 50 m por eqs. M                    |
| Arthur Nordenswan Eric Carlberg Ruben Örtegren Vilhelm Carlberg                                                                            | Tiro               | Rifle 50 m por eqs. M                      |
| Johan Hübner von Holst | Tiro               | Rifle 25 m M                               |
| Åke Lundeberg | Tiro               | Ciervo móvil (tiro único) 100 m M          |
| Edward Benedicks | Tiro               | Ciervo móvil (doble tiro) 100 m M          |
| Bengt Heyman Emil Henriques Herbert Westermark Nils Westermark Alvar Thiel                                                                 | Vela               | 8 Metre M                                  |
| Nils Persson Hugo Clason Richard Sällström Iwan Lamby Kurt Bergström Dick Bergström Erik Lindqvist Per Bergman Sigurd Kander Folke Johnson | Vela               | 12 Metre M                                 |
| Equipo | Waterpolo          | Torneo M                                   |
| Bronce |                    |                                            |
| John Eke | Atletismo          | Campo a través ind. M                      |
| Georg Åberg | Atletismo          | Salto de longitud M                        |
| Erik Almlöf | Atletismo          | Triple salto M                             |
| Bertil Uggla | Atletismo          | Salto con pértiga M                        |
| Emil Magnusson | Atletismo          | Disco M                                    |
| Gosta Holmer | Atletismo          | Decatlón M                                 |
| Hans von Blixen-Finecke (Maggie) | Hípica             | Doma ind.                                  |
| Edvin Mattiasson | Lucha grecorromana | Ligero M                                   |
| Georg de Laval | Pentatlón moderno  | Individual M                               |
| Gustaf Blomgren | Saltos             | Plataforma 10 m M                          |
| John Jansson | Saltos             | Salto de altura simple M                   |
| Sigrid Fick Gunnar Setterwall | Tenis              | Dobles mixto (sala)                        |
| Johan Hübner von Holst | Tiro               | Pistola rápida de fuego 25 m M             |
| Mauritz Eriksson Werner Jernström Tönnes Björkman Carl Björkman Bernhard Larsson Hugo Johansson                                            | Tiro               | Rifle militar por eqs. M                   |
| Gideon Ericsson | Tiro               | Rifle 25 m M                               |
| Oscar Swahn | Tiro               | Ciervo móvil (doble tiro) 100 m M          |
| Eric Sandberg Harald Sandberg Otto Aust | Vela               | 6 Metre M                                  |